# Armenisch-Apostolische Kirche in Österreich

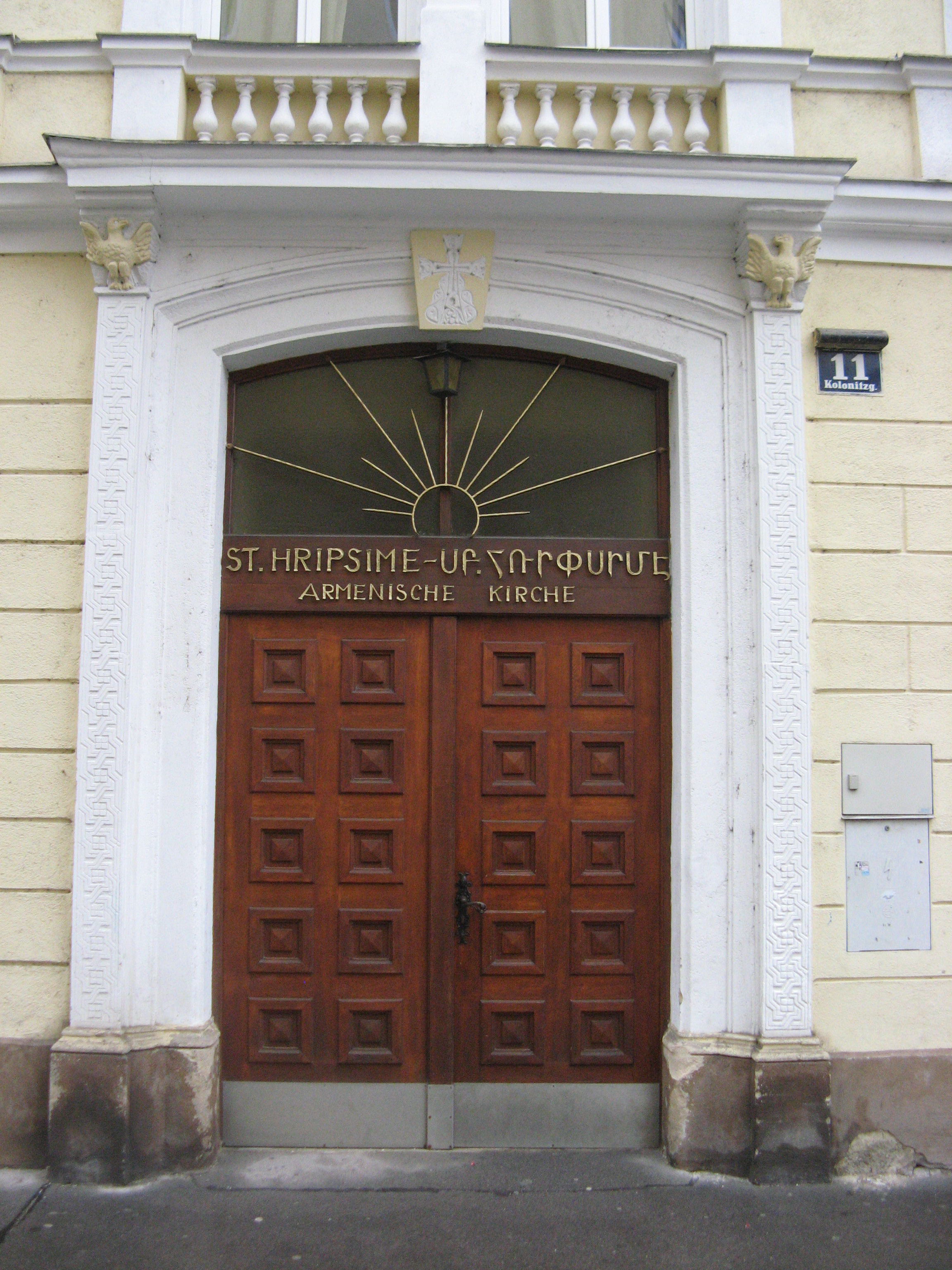
Das Haus der Armenisch-Apostolischen Kirche in der Kolonitzgasse 11 in Wien

Die Armenisch-Apostolische Kirche in Österreich, Eigenbezeichnung Armenisch-Apostolische Kirchengemeinde Österreich (AAKG) ist eine gesetzlich anerkannte Kirche.
Sitz der Gemeinde und Kirche ist die Kirche St. Hripsime in der Kolonitzgasse 11 in Wien-Landstraße. Sie umfasst mit ihren Sektionen in Oberösterreich und der Steiermark etwa 3000 Mitglieder.

## Geschichte

### Armenische Gemeinde in der Bukowina

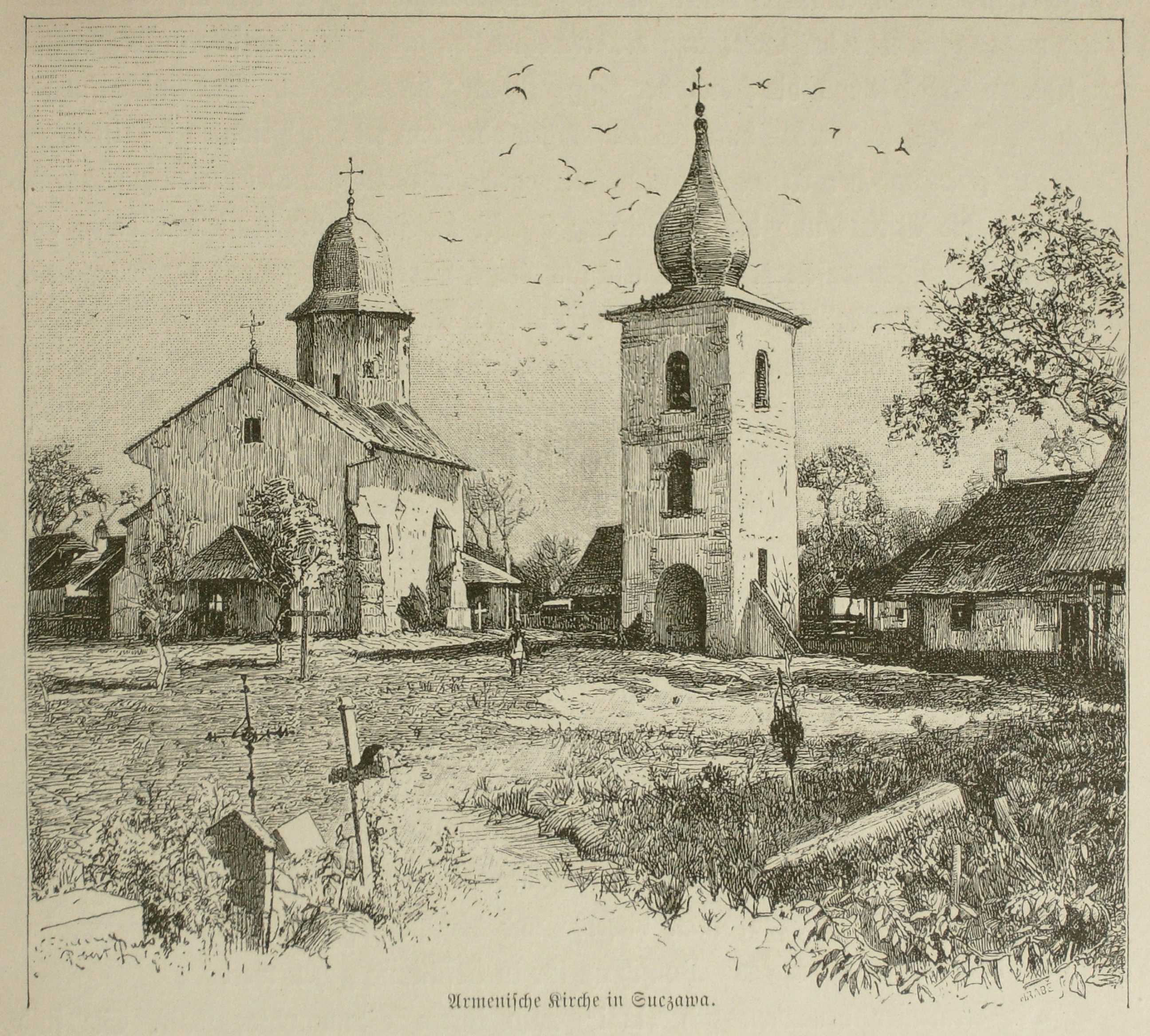
Die armenische Kirche in Suceava, 1899

Die Armenische Kirche wurde ab 1775 in Österreich durch die Gemeinde in Suceava in der Bukowina vertreten. Diese Gemeinde umfasste vier Pfarren. Da sich die Leitung der Kirche im Osmanischen Reich und damit im Ausland befand, verfügte Kaiser Joseph II., dass die „Spiritual-Jurisdiction“ nicht mehr bei den Erzbischöfen in Anatolien liegen solle. Nach einem persönlichen Besuch des Kaisers in Suceava 1783 wurden den Armeniern die Anstellung weiterer Geistlicher und die Matrikelführung für ihre Gläubigen zugestanden, wodurch die Gemeinde eine öffentlich-rechtliche Stellung einnahm, obwohl sie nicht ausdrücklich im Toleranzpatent genannt war. Der Kultusminister Karl von Strehmayr hielt aber 1877 ausdrücklich fest, dass dennoch die staatliche Anerkennung der Armenier niemals in Zweifel gezogen worden sei.
1877 gab es Bestrebungen des Katholikos, in Wien eine eigene Gemeinde zu gründen. Dies wurde aber von den Armeniern der Stadt nicht begrüßt. Sie wollten weiterhin Suceava unterstellt bleiben, das ihnen anderenfalls keine finanzielle Unterstützung mehr hätte leisten können. So kam es lediglich zur Schaffung einer Expositur, die keine Änderung der Gemeindeordnung erforderlich machte.

### Armenische Gemeinde in Wien
Aus Spendenmitteln wurde 1912 im Dachgeschoß des Hauses Dominikanerbastei 10 eine Kapelle St. Salvator eingerichtet. Der Großteil der Ausstattung für diese Kapelle kam aus Suceava. Erst als die armenische Gemeinde von Suceava im Ersten Weltkrieg zerstört wurde, trat die Wiener Salvatorkapelle deren Nachfolge in der Republik Österreich an. Als juristisches Kuriosum hatte sie das Recht der Matrikelführung behalten.

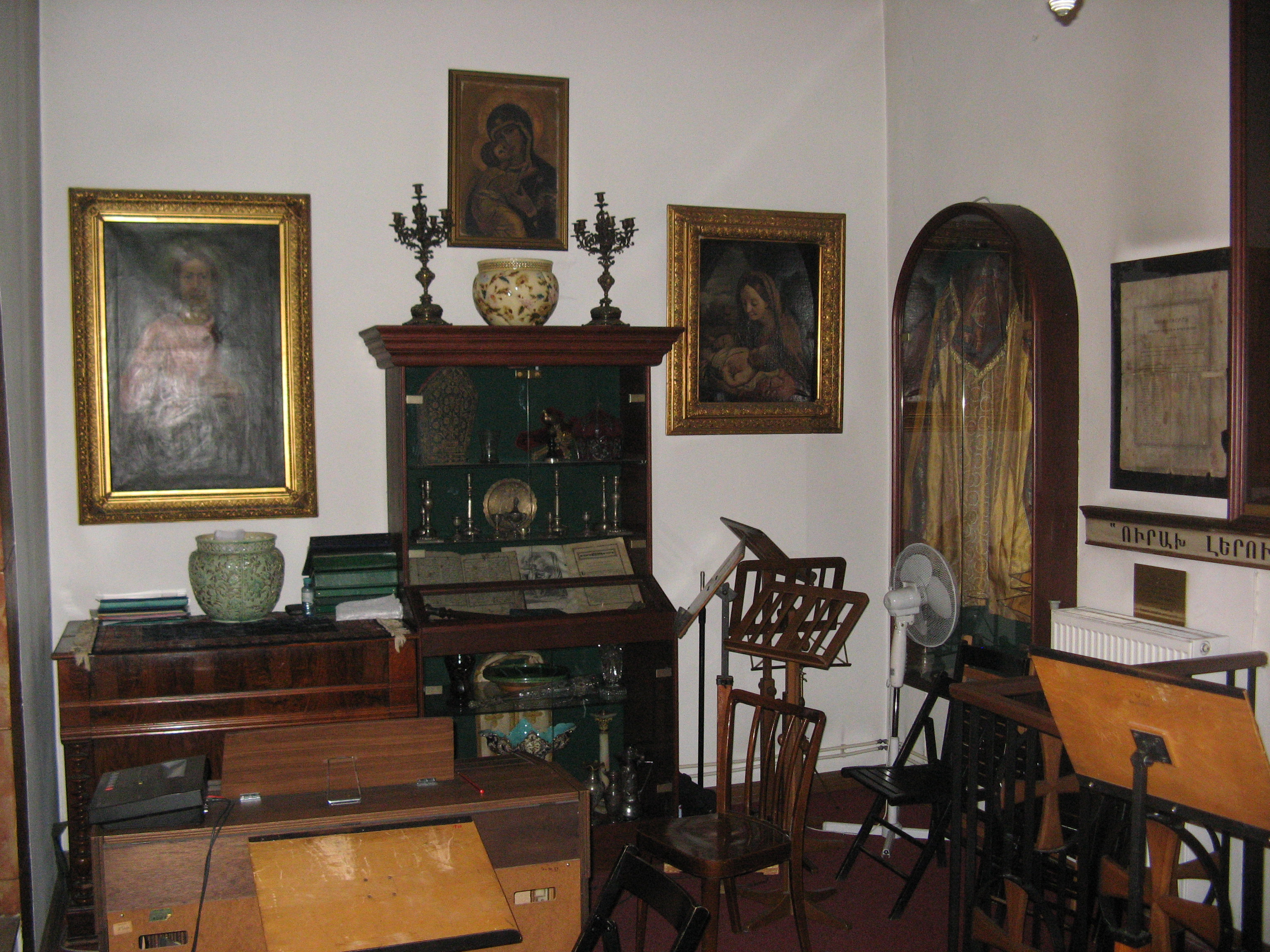
Gegenstände aus der Salvatorkapelle in Wien, heute auf der Empore der Kirche St. Hripsime

Seit dem Zweiten Weltkrieg wurde von Wien aus die seelsorgerliche Betreuung der Gläubigen in Deutschland durchgeführt, was 1957 durch Katholikos Wasgen I. offiziell gemacht wurde. Pfarrer war damals Jeghische Utudjian. 1962 übernahm Mesrob K. Krikorian als Wardapet die Leitung der Gemeinde, der seit 1992 Erzbischof ist. 1964 wurde das Haus und Grundstück in der Kolonitzgasse 11 gekauft und hier der Grundstein zur Errichtung eines eigenen Kirchengebäudes gelegt. Die 1967 fertiggestellte Kirche St. Hripsime weihte Katholikos Vazken I. am 21. April 1968 ein.

### Gesetzliche Anerkennung 1972 und Diözesansitz 1980
Da die Armenier von dem 1967 erlassenen Orthodoxengesetz nicht erfasst wurden, war die Kirche zwar weiterhin eine öffentlich-rechtliche Kultusgemeinde, aber keine staatlich anerkannte Religionsgemeinschaft. Diese unklare Lage wurde mit Erlass des Unterrichtsministeriums vom 12. Dezember 1972 beendet, mit dem die Anerkennung erfolgte.
1980 wurde von der Armenischen Kirche eine neue Diözese für Mitteleuropa und Skandinavien in Wien errichtet, die damals auch Deutschland mit einschloss. Durch eine Umstrukturierung 1990 wurde Deutschland aus dieser Diözese herausgelöst. Ein Höhepunkt in der jüngeren Geschichte der Armenisch-Apostolischen Kirche in Österreich war der Besuch von Katholikos Karekin II. Nersissian, bei dem ein Denkmal zum 1700-jährigen Jubiläum der Christianisierung Armeniens vor der Kirche in Wien eingeweiht wurde und dessen Standort von der Gemeinde Wien Armenierplatz benannt wurde.
Die Hovhannes-Shiraz-Schule als konfessionelle Schule wurde 1981 eröffnet.
Die Kirchengemeinde wurde seit 1962 durch Mesrob K. Krikorian, seit 1992 Erzbischof, betreut, der wichtige Forschungen zur Geschichte der Armenier in Österreich durchgeführt hat. 2011 trat Krikorian in den Ruhestand, und sein Nachfolger wurde Erzarchimandrit Haigazoun Najarian, Patriarchaldelegat für Mitteleuropa und Skandinavien.
Aktuell steht ihr Bischof Tiran Petrosyan, Patriarchaldelegat der Armenisch-Apostolischen Kirche für Mitteleuropa und Skandinavien vor.

## Organisation
Die Armenisch-Apostolische Kirchengemeinde Österreich untersteht dem Katholikat von Etschmiadsin und zählt gemeinsam mit der Syrischen, Koptischen und Äthiopischen Kirche zu den altorientalischen Kirchen. Der Katholikos wird durch einen Patriarchaldelegaten für Mitteleuropa und Skandinavien mit Sitz in Wien vertreten.

### Gemeinde Wien
Die Armenisch-Apostolische Kirche in Österreich ist eine Körperschaft des öffentlichen Rechts. Sie unterhält eine Kirchengemeinde mit Sitz in Wien, die Sektionen in Oberösterreich und der Steiermark besitzt. Das Zentrum der Gemeinde ist die Kirche St. Hripsime in der Kolonitzgasse 11 in Wien–Landstraße.
Die Wiener Gemeinde führt die Hovhannes-Shiraz-Schule sowie verschiedene Kultur-, Studien- und Sportvereine.
Die Armenische Gemeinde Wiens besteht etwa aus 3000 Gläubigen, und wird (2014) von Ter Andreas Isakhanyan geleitet.